# Selles (Dodone)
Pour les articles homonymes, voir Selles.

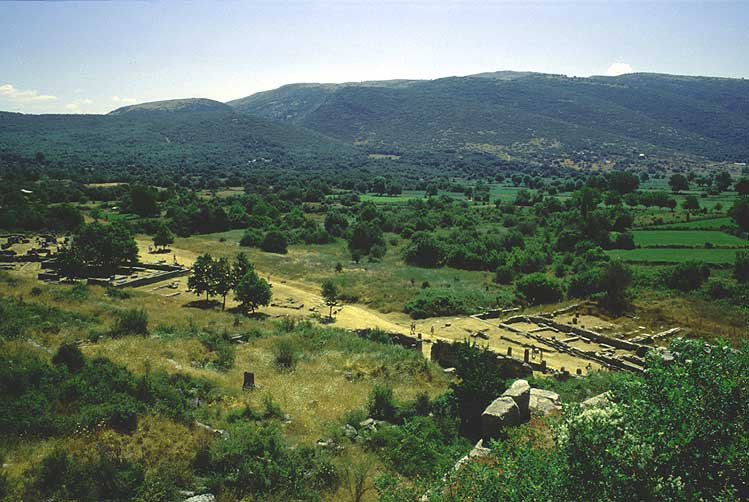
Sanctuaire de Dodone.

Les Selles (en grec ancien Σελλοί) sont une population de Dodone et, par extension, le nom donné aux prêtres du culte oraculaire de Zeus.

## Mythe
Dans l’œuvre d'Homère, leur nom apparaît notamment dans l'Iliade, :
[Homère : Iliade, XVI, 233-235]: Lors de la prière qu'Achille adresse à Zeus alors que Patrocle s'apprête à affronter Hector :

« Ζεῦ ἄνα Δωδωναῖε Πελασγικὲ τηλόθι ναίων / Δωδώνης μεδέων δυσχειμέρου, ἀμφὶ δὲ Σελλοὶ / σοὶ ναίουσ’ ὑποφῆται ἀνιπτόποδες χαμαιεῦναι »

« Zeus tout-puissant, Dodonéen, dieu lointain, Pélasgique, / qui règnes sur Dodone, en ce rude pays des Selles / devins aux pieds jamais lavés, qui couchent sur le sol ! (...) »

Dans l’Odyssée, Homère montre encore Ulysse s’y rendre pour consulter l’oracle sur les moyens de retourner à Ithaque :

« τὸν δ’ ἐς Δωδώνην φάτο βήμεναι, ὄφρα θεοῖο' / ἐκ δρυὸς ὑψικόμοιο Διὸς βουλὴν ἐπακούσαι / ὅππως νοστήσει’ Ἰθάκης ἐς πίονα δῆμον »

« (...) il me disait qu’[Ulysse] était allé à Dodone / pour apprendre du grand Chêne la volonté de Zeus / et pour savoir comment il rentrerait dans la terre d'Ithaque (...) »

## Histoire
À l’époque homérique, c'est de ce peuple que sont issus les prêtres divinateurs. Les prêtres de Zeus étaient tenus à un comportement rituel qui les obligeait entre autres à garder un contact permanent avec la terre, dormir à même le sol, et ne jamais se laver les pieds. L'oracle leur parvenait de plusieurs manières : le bruissement des feuilles du Chêne Sacré, le bruit causé par un ou plusieurs chaudrons de bronze (selon les époques) et peut-être aussi le vol de colombes, si l'on interprète ainsi l'étymologie des péléiades. Selon Robert Flacelière, les obligations rituelles n'ont rien d'ascétique.